# Klete Keller
Klete Keller (Las Vegas, Estats Units, 1982) és un nedador nord-americà, guanyador de cinc medalles olímpiques.
Va néixer el 21 de març de 1982 a la ciutat de Las Vegas, població situada a l'estat de Nevada. És germà de la també nedadora Kalyn Keller. Actualment viu a Phoenix, Arizona. Va participar en l'assalt al Capitoli dels Estats Units de 2021 i el 13 de gener de 2021 va ser acusat d'entrar o romandre conscientment en un edifici reservat sense autorització, conducta desordenada i obstrucció a les forces de l'ordre.

## Carrera esportiva
Va participar, als divuit anys, en els Jocs Olímpics d'Estiu de 2000 de Sydney a Austràlia, on va guanyar la medalla de plata en els relleus 4×200 metres lliures i la medalla de bronze en els 400 metres lliures. Als Jocs Olímpics d'Estiu de 2004 d'Atenes (Grècia) guanyà la medalla d'or en els relleus 4×200 metres lliures i revalidà la medalla de bronze en els 400 metres lliures, a més de finalitzar quart en els 200 metres lliures. Als Jocs Olímpics d'Estiu de 2008 realitzats a Pequín (RP Xina) aconseguí guanyar la medalla d'or en els relleus 4×200 metres lliures, dels quals formà part en al ronda de qualificació.
Ha guanyat quatre medalles en el Campionat del Món de natació, entre elles dues medalles d'or; tres medalles en el Campionat del Món de natació en piscina curta, entre elles dues medalles d'or; i tres medalles en els Campionats de Natació Pan Pacific.